# وراوی (مهر)
وراوی یکی از شهرهای استان فارس در ایران است. این شهر، مرکز بخش وراوی در شهرستان مهر است. این شهر در ۲۰ کیلومتری جنوب شرقی شهر مُهر و ۲۸ کیلومتری شمال غربی لامرد و ۸۰ کیلومتری شمال شرقی شهر عسلویه جای دارد.

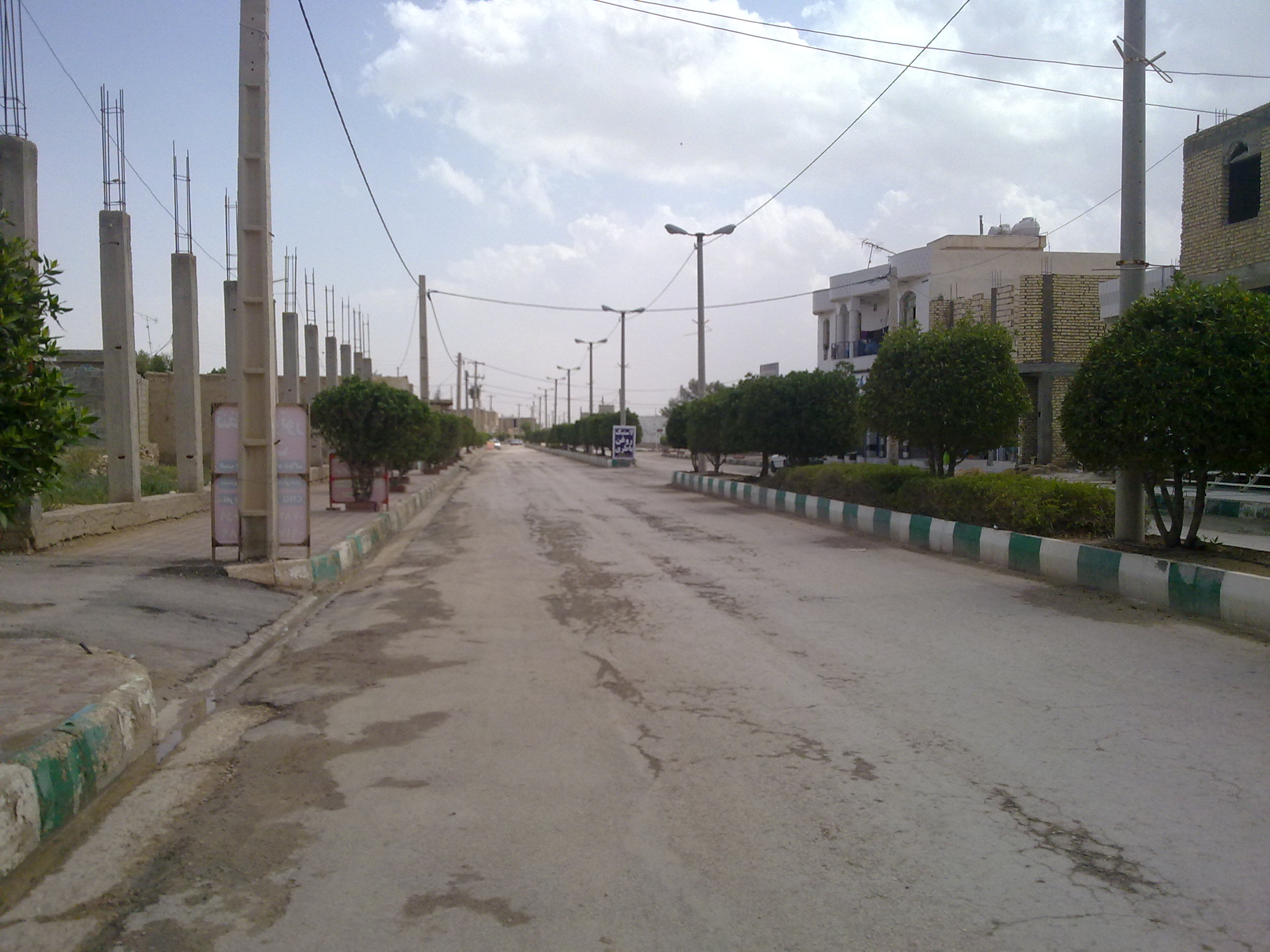
خیابان شهدا وراوی